# اورژانس فشار خون بالا
اورژانس فشار خون بالا فشار خون بسیار بالا با علائم بالقوه تهدید کننده زندگی و علائم آسیب حاد به یک یا چند سیستم اندام (به ویژه مغز، چشم، قلب، آئورت یا کلیه‌ها) است. این شواهد اضافی برای آسیب غیرقابل برگشت ارگان ناشی از فشار خون بالا (HMOD) با فوریت فشار خون متفاوت است. در این حالت فشار خون اغلب بالای 200/120 است میلی‌متر جیوه، با این حال هیچ مقدار قطعی پذیرفته شده جهانی وجود ندارد.

## علائم و نشانه‌ها

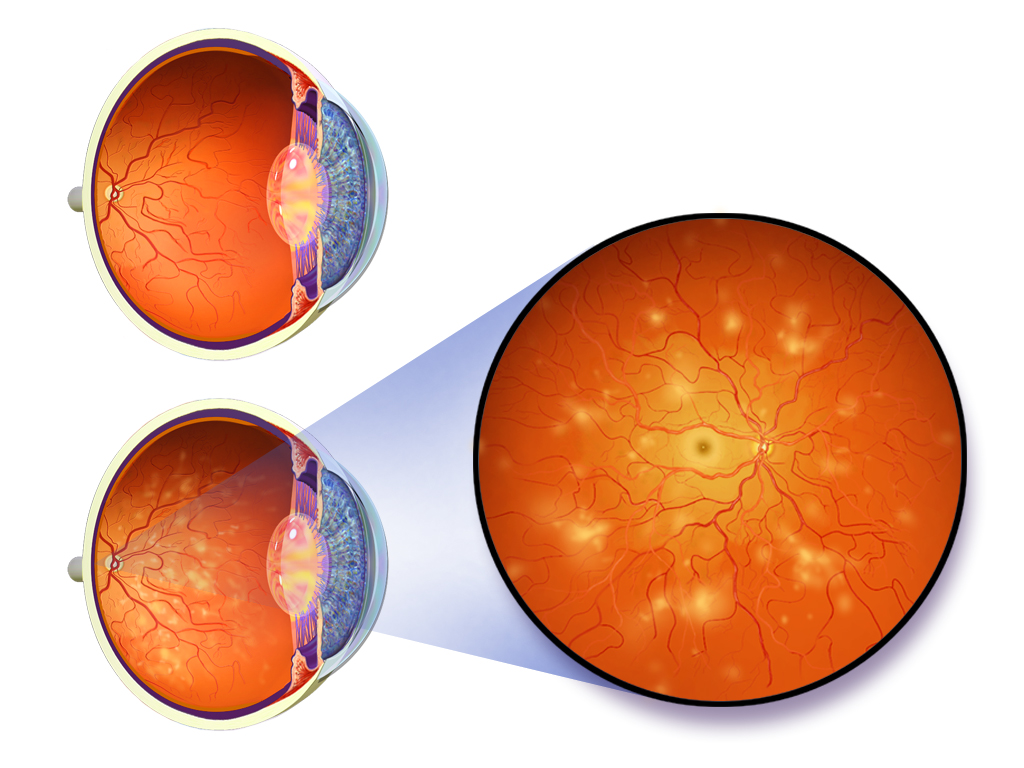
نمای فوندوسکوپیک چشم مبتلا به رتینوپاتی دیابتی. مشابه رتینوپاتی فشار خون بالا، شواهدی از انفارکتوس فیبر عصبی ناشی از ایسکمی (لکه‌های پشم پنبه) را می‌توان در معاینه فیزیکی مشاهده کرد.

علائم ممکن است شامل سردرد، حالت تهوع یا استفراغ باشد. درد قفسه سینه ممکن است به دلیل افزایش بار کاری روی قلب و در نتیجه اکسیژن رسانی ناکافی برای تأمین نیازهای متابولیکی عضله قلب (ایسکمی) رخ دهد. کلیه‌ها ممکن است تحت تأثیر قرار گیرند و در نتیجه خون یا پروتئین در ادرار و نارسایی حاد کلیه ایجاد شود. افراد ممکن است دچار کم‌ادراری، احتباس مایعات و سردرگمی داشته باشند.
علائم و نشانه‌های دیگر می‌تواند شامل موارد زیر باشد:
- درد قفسه سینه
- ریتم غیرطبیعی قلب
- سردرد
- خونریزی بینی که به سختی متوقف می‌شود
- تنگی نفس
- غش یا سرگیجه
- اضطراب شدید
- تحریک
- تغییر وضعیت ذهنی
- احساسات غیرطبیعی

شایع‌ترین تظاهرات اورژانس‌های فشار خون عبارتند از انفارکتوس مغزی (۲۴٫۵٪)، ادم ریوی (۲۲٫۵٪)، انسفالوپاتی فشار خون بالا (۱۶٫۳٪) و نارسایی احتقانی قلب (12%). تظاهرات کمتر شایع شامل خونریزی داخل جمجمه، دیسکسیون آئورت و پره اکلامپسی یا اکلامپسی است.
افزایش شدید و سریع فشار خون می‌تواند هر یک از این علائم را ایجاد کند و نیاز به بررسی بیشتر توسط پزشکان دارد. معاینه فیزیکی شامل اندازه‌گیری فشار خون در هر دو بازو می‌شود. آزمایش‌های آزمایشگاهی شامل سم‌شناسی ادرار، گلوکز خون، پانل متابولیک پایه برای ارزیابی عملکرد کلیه، یا پانل متابولیک کامل برای ارزیابی عملکرد کبد، نوار قلب، رادیوگرافی قفسه سینه و غربالگری بارداری است.
چشم‌ها ممکن است خونریزی در شبکیه، ترشحات، لکه‌های پنبه ای، خونریزی‌های پراکنده، یا تورم دیسک بینایی به نام ادم پاپی را نشان دهند.

## علل
عوامل و علل بسیاری در بحران‌های فشار خون مؤثر هستند. شایع‌ترین علت، بیماران مبتلا به فشار خون مزمن تشخیص داده شده است که استفاده از داروهای ضد فشار خون خود را قطع کرده‌اند.
سایر علل رایج بحران‌های فشار خون عبارتند از بیش فعالی اتونومیک مانند فئوکروموسیتوم، بیماری‌های کلاژن- عروقی، مصرف مواد مخدر به ویژه محرک‌ها، کوکائین و آمفتامین‌ها و آنالوگ‌های جایگزین آنها، مهارکننده‌های مونوآمین اکسیداز یا تداخلات غذا و دارو، اختلالات نخاعی، گلومرولونوسیا، ضربه به سر، نئوپلازی، پره اکلامپسی و اکلامپسی، پرکاری تیروئید و فشار خون عروقی. افرادی که مصرف داروهایی مانند کلونیدین یا بتابلوکرها قطع کنند، اغلب به بحران‌های فشار خون مبتلا می‌شوند. توجه به این نکته مهم است که این شرایط خارج از اورژانس فشار خون بالا، وجود دارد، زیرا بیمارانی که با این شرایط تشخیص داده می‌شوند در معرض خطر افزایش فشار خون اورژانسی یا نارسایی اندام انتهایی هستند.

## پاتوفیزیولوژی

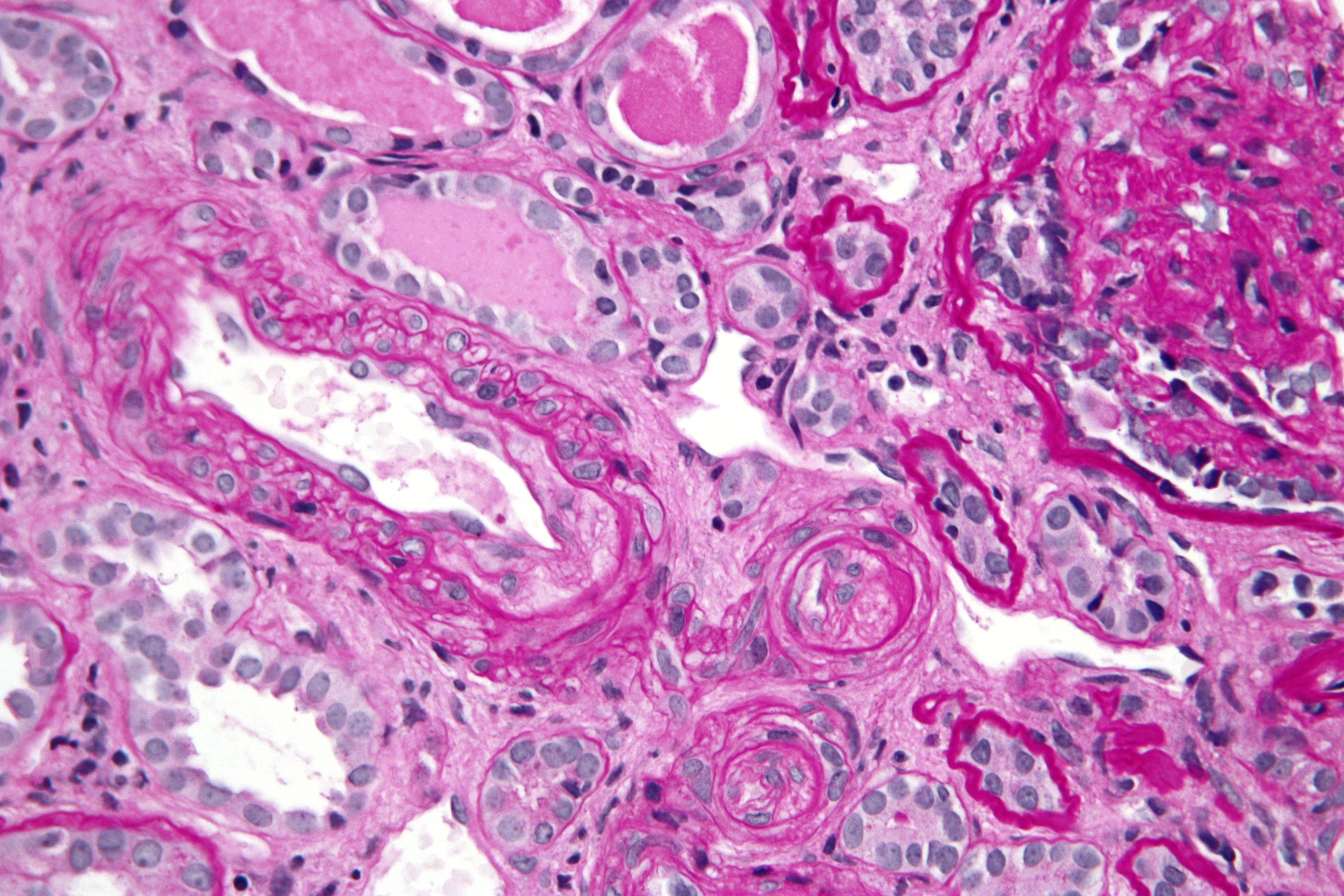
بیوپسی کلیه که میکروآنژیوپاتی ترومبوتیک را نشان می‌دهد، یک یافته هیستومورفولوژیک که در فشار خون بدخیم دیده می‌شود

پاتوفیزیولوژی اورژانس فشار خون بالا به خوبی شناخته نشده است. شکست در خودتنظیمی طبیعی و افزایش ناگهانی مقاومت عروقی سیستمیک اجزای اولیه اولیه روند بیماری هستند.
پاتوفیزیولوژی اورژانس فشار خون شامل موارد زیر است:
- افزایش ناگهانی مقاومت عروقی سیستمیک که احتمالاً مربوط به انقباض عروق هومورال است
- آسیب اندوتلیال و اختلال عملکرد
- نکروز فیبرینوئیدی شریان‌ها
- رسوب پلاکت‌ها و فیبرین
- شکست عملکرد خودتنظیمی طبیعی

ایسکمی حاصل باعث آزاد شدن بیشتر مواد وازواکتیو از جمله پروستاگلاندین‌ها، رادیکال‌های آزاد و فاکتورهای رشد ترومبوتیک/میتوتیک می‌شود و چرخه معیوب تغییرات التهابی را تکمیل می‌کند. اگر این روند متوقف نشود، نارسایی هموستاتیک شروع می‌شود که منجر به از دست دادن خودتنظیمی مغزی و موضعی، ایسکمی و اختلال عملکرد سیستم اندام و انفارکتوس میوکارد می‌گردد. درگیری یک عضوی تقریباً در ۸۳ درصد بیماران اورژانسی فشار خون بالا، درگیری دو عضوی در حدود ۱۴ درصد بیماران و نارسایی چند عضوی (نارسایی حداقل ۳ سیستم عضو) در حدود ۳ درصد از بیماران دیده می‌شود.
در مغز، انسفالوپاتی فشار خون بالا - که با فشار خون بالا، تغییر وضعیت ذهنی و تورم دیسک بینایی مشخص می‌شود - تظاهری از اختلال عملکرد خود تنظیم مغزی است. خودتنظیمی مغزی توانایی عروق خونی در مغز برای حفظ جریان خون ثابت است. افراد مبتلا به فشار خون مزمن می‌توانند فشار شریانی بالاتری را قبل از اینکه سیستم خودتنظیمی آنها مختل شود تحمل کنند. فشار خون بالا همچنین دارای مقاومت عروق مغزی افزایش یافته‌ای است که در صورت کاهش جریان خون به محدوده طبیعی فشار خون آنها را در معرض خطر بیشتری برای ایجاد ایسکمی مغزی قرار می‌دهد. از سوی دیگر، افزایش ناگهانی یا سریع فشار خون ممکن است باعث پرفیوژن و افزایش جریان خون مغزی شود که باعث افزایش فشار داخل جمجمه و ادم مغزی و افزایش خطر خونریزی داخل جمجمه می‌گردد.
در قلب، افزایش سفتی شریانی، افزایش فشار خون سیستولیک و افزایش فشار نبض، که همگی ناشی از فشار خون مزمن هستند، می‌توانند باعث آسیب قابل توجهی شوند. فشار خون عروق کرونر توسط این عوامل کاهش می‌یابد که همچنین مصرف اکسیژن میوکارد را افزایش می‌دهد و احتمالاً منجر به هیپرتروفی بطن چپ می‌شود. از آنجایی که بطن چپ قادر به جبران افزایش شدید مقاومت عروقی سیستمیک نیست، نارسایی بطن چپ و ادم ریوی یا ایسکمی میوکارد ممکن است رخ دهد.
در کلیه‌ها، فشار خون مزمن تأثیر زیادی بر عروق کلیه دارد و منجر به تغییرات پاتولوژیک در شریان‌های کوچک کلیه می‌شود. شریان‌های مبتلا دچار اختلال عملکرد اندوتلیال و اختلال در اتساع طبیعی عروق می‌شوند که خود تنظیم کلیه را تغییر می‌دهد. هنگامی که سیستم خودتنظیمی کلیه‌ها مختل می‌شود، فشار داخل گلومرولی مستقیماً با فشار شریانی سیستمیک تغییر می‌کند، بنابراین هیچ محافظتی برای کلیه در طول نوسانات فشار خون ارائه نمی‌دهد. سیستم رنین-آلدوسترون-آنژیوتانسین می‌تواند فعال شود و منجر به انقباض عروق و آسیب بیشتر گردد. در طول بحران فشار خون بالا، این عارضه می‌تواند منجر به ایسکمی حاد کلیه، با هیپوپرفیوژن، درگیری سایر اندام‌ها و اختلال عملکرد بعدی شود. پس از یک رویداد حاد، این اختلال عملکرد اندوتلیال برای سال‌ها ادامه دارد.

## تشخیص
اصطلاح اورژانس فشار خون در درجه اول به عنوان یک اصطلاح خاص برای بحران فشار خون است که برای فشار خون دیاستولیک بیشتر یا مساوی ۱۲۰ میلی‌متر جیوه یا فشار خون سیستولیک بیشتر یا مساوی ۱۸۰ میلی‌متر جیوه استفاده می‌شود. اورژانس فشار خون بالا با فوریت فشار خون بالا متفاوت است، زیرا در حالت اول، شواهدی از آسیب حاد اندام وجود دارد. هر دوی این تعاریف در مجموع به عنوان فشار خون بدخیم شناخته شده بودند، اگرچه این اصطلاح پزشکی جایگزین شده است.
در بیمار باردار، تعریف اورژانس فشار خون بالا (احتمالاً ثانویه به پره اکلامپسی یا اکلامپسی) فقط به فشار خون بیش از ۱۶۰ میلی‌متر جیوه فشار خون سیستولیک یا فشار خون دیاستولیک ۱۱۰ میلی‌متر جیوه اطلاق می‌شود.

## درمان
برای درمان در شرایط اورژانس فشار خون بالا، باید ابتدا تثبیت راه هوایی صورت گرفته و تنفس و گردش خون بیمار بر اساس دستورالعمل‌های ACLS باشد. بیماران باید فشار خون خود را به آرامی طی چند دقیقه تا چند ساعت با داروی ضد فشار خون پایین بیاورند. اهداف ثبت شده برای فشار خون شامل کاهش فشار متوسط شریانی به میزان کمتر یا مساوی ۲۵ درصد در ۸ ساعت اول اورژانس است. اگر فشار خون به شدت کاهش یابد، بیماران در معرض افزایش خطر عوارضی از جمله سکته مغزی، کوری یا نارسایی کلیوی قرار می‌گیرند. چندین کلاس از داروهای ضد فشار خون توصیه می‌شود، با این انتخاب بسته به علت بحران فشار خون، شدت افزایش فشار خون و فشار خون پایه بیمار قبل از اورژانس فشار خون بالا است. پزشکان تلاش خواهند کرد تا علت فشار خون بیمار را شناسایی کنند، از جمله رادیوگرافی قفسه سینه، مطالعات آزمایشگاهی سرم برای ارزیابی عملکرد کلیه، تجزیه و تحلیل ادرار، زیرا این امر رویکرد درمانی را برای یک رژیم بیمار محورتر تغییر می‌دهد.
اورژانس‌های پرفشاری خون با فوریت‌های فشار خون متفاوت است زیرا در اورژانس بیمار به صورت تزریقی درمان می‌شوند، در حالی که در موارد اضطراری توصیه می‌شود از داروهای ضد فشار خون خوراکی برای کاهش خطر عوارض کاهش فشار خون یا ایسکمی استفاده شود. عوامل تزریقی به بتا بلوکرها، مسدودکننده‌های کانال کلسیم، گشادکننده‌های عروق سیستمیک یا سایر (فنولدوپام ، فنتولامین، کلونیدین) طبقه‌بندی می‌شوند. داروها شامل لابتالول، نیکاردیپین، هیدرالازین، سدیم نیتروپروساید، اسمولول، نیفدیپین، ماینوکسیدیل، ایسرادیپین، کلونیدین، و کلرپرومازین هستند. این داروها از طریق مکانیسم‌های مختلفی عمل می‌کنند. لابتالول یک بتا بلوکر با آنتاگونیسم آلفا خفیف است که توانایی فعالیت کاتکول آمین‌ها را برای افزایش مقاومت عروقی سیستمیک کاهش می‌دهد و همچنین ضربان قلب و نیاز به اکسیژن میوکارد را کاهش می‌دهد. نیکاردیپین، نیفدیپین و ایسرادیپین مسدود کننده‌های کانال کلسیم هستند که برای کاهش مقاومت عروقی سیستمیک و متعاقباً کاهش فشار خون عمل می‌کنند. هیدرالازین و نیتروپروساید سدیم گشادکننده‌های عروقی سیستمیک هستند، در نتیجه بار اضافی را کاهش می‌دهند، با این حال می‌توان مشاهده کرد که دارای تاکی کاردی رفلکس بوده و احتمالاً گزینه‌های خط دوم یا سوم هستند. سدیم نیتروپروساید قبلاً به دلیل شروع سریع آن انتخاب خط اول بود، اگرچه اکنون به دلیل عوارض جانبی، افت شدید فشار خون و سمیت سیانید کمتر مورد استفاده قرار می‌گیرد. نیتروپروساید سدیم نیز در بیماران مبتلا به انفارکتوس میوکارد به دلیل کم‌کاری عروق کرونر منع مصرف دارد. باز هم مهم است که فشار خون به آرامی کاهش یابد. هدف اولیه در موارد اورژانسی فشار خون بالا کاهش فشار تا بیش از ۲۵ درصد فشار متوسط شریانی است. کاهش بیش از حد فشار خون می‌تواند ایسکمی کرونری، مغزی یا کلیوی و احتمالاً انفارکتوس را تسریع نماید.
اورژانس فشار خون تنها بر اساس سطح مطلق اندازه‌گیری فشار خون نیست، بلکه بر اساس فشار خون اولیه بیمار قبل از وقوع بحران فشار خون است. افراد با سابقه فشار خون مزمن ممکن است فشار خون "طبیعی" را تحمل نکنند، بنابراین می‌توانند با علائمی چون افت فشار خون، از جمله خستگی، سبکی سر، تهوع، استفراغ یا سنکوپ تظاهر کنند.
| <۱ ساعت   | کاهش ۲۵ درصدی در فشار متوسط شریانی، فشار خون دیاستولیک بالای ۱۰۰                                            |
| --------- | --- |
| ۲–۶ ساعت  | فشار خون سیستولیک <۱۶۰ میلی‌متر جیوه یا فشار خون دیاستولیک <۱۱۰ میلی‌متر جیوه                                 |
| ۶–۲۴ ساعت | نظارت بر اهداف فشار خون، اطمینان از افت غیرسریع فشارها، سیستولیک زیر ۱۶۰ یا دیاستولیک زیر ۱۰۰               |
| ۱–۲ روز   | در صورت عدم آسیب به اندام‌های انتهایی، دستورالعمل‌های سرپایی و JNC8 را برای حفظ کنترل فشار خون زیر نظر بگیرید |

## پیش آگهی
فشار خون شدید یک وضعیت پزشکی جدی و بالقوه تهدید کننده زندگی است. تخمین زده می‌شود که افرادی که درمان مناسب دریافت نمی‌کنند، به‌طور متوسط تنها حدود سه سال پس از این رویداد زندگی می‌نمایند.
عوارض و مرگ و میر اورژانس‌های فشار خون بالا به میزان اختلال عملکرد اندام انتهایی در زمان مراجعه و میزان کنترل فشار خون پس از آن بستگی دارد. با کنترل خوب فشار خون و انطباق با دارو، میزان بقای ۵ ساله بیماران مبتلا به بحران فشار خون به ۵۵٪ نزدیک می‌شود.
با افزایش جریان خون، خطر ابتلا به یک بیماری تهدید کننده زندگی که بر قلب یا مغز تأثیر می‌گذارد، افزایش می‌یابد. معمولاً حمله قلبی ایسکمیک و سکته مغزی از عللی هستند که منجر به مرگ در بیماران مبتلا به فشار خون شدید می‌شوند. تخمین زده می‌شود که برای افزایش هر ۲۰ میلی‌متر جیوه فشار سیستولیک یا ۱۰ میلی‌متر جیوه افزایش دیاستولیک در فشار خون بالای ۱۱۵/۷۵ میلی‌متر جیوه، میزان مرگ و میر برای هر دو بیماری ایسکمیک قلبی، سرطان و سکته دو برابر می‌شود.
پیامدهای اورژانس فشار خون بالا پس از افزایش طولانی مدت فشار خون و اختلال عملکرد اندام انتهایی همراه است. آسیب حاد اندام انتهایی ممکن است رخ دهد که بر سیستم‌های عصبی، قلبی عروقی، کلیه یا سایر اندام‌ها تأثیر بگذارد. برخی از نمونه‌های آسیب عصبی عبارتند از انسفالوپاتی فشار خون بالا، سکته مغزی / انفارکتوس مغزی، خونریزی زیر عنکبوتیه، و خونریزی داخل جمجمه. آسیب سیستم قلبی عروقی می‌تواند شامل ایسکمی / انفارکتوس میوکارد، اختلال عملکرد حاد بطن چپ، ادم حاد ریوی و دایسکشن آئورت باشد. سایر آسیب‌های اندام انتهایی می‌تواند شامل نارسایی یا نارسایی حاد کلیه، رتینوپاتی، اکلامپسی، سرطان ریه، سرطان مغز، لوسمی و کم خونی همولیتیک میکروآنژیوپاتیک باشد.

## اپیدمیولوژی
در سال ۲۰۰۰، تخمین زده شد که ۱ میلیارد نفر در سراسر جهان به فشار خون بالا مبتلا هستند که آن را به شایع‌ترین بیماری در جهان تبدیل می‌کند. تقریباً ۶۰ میلیون آمریکایی دارای فشار خون مزمن هستند که ۱٪ از این افراد یک دوره فوریت فشار خون بالا دارند. در بخش‌های اورژانس و کلینیک‌ها در سراسر ایالات متحده، شیوع موارد مشکوک اورژانس فشار خون بالا بین ۳–۵٪ است. ۲۵ درصد از بحران‌های فشار خون بالا هنگام مراجعه به اورژانس به عنوان اورژانس فشار خون بالا در مقابل فوریت‌های آن تشخیص داده شده است.
عوامل خطر اورژانس فشار خون بالا عبارتند از: سن، چاقی، عدم رعایت استفاده از داروهای ضد فشار خون، جنسیت زن، نژاد قفقازی، دیابت یا بیماری عروق کرونر از قبل موجود، بیماری روانی و سبک زندگی بی‌تحرک. در چندین مطالعه به این نتیجه رسیده‌اند که آمریکایی‌های آفریقایی‌تبار نسبت به سفیدپوستان غیراسپانیایی دارای شیوع بیشتر فشار خون و عوارض و مرگ و میر بیشتری در اثر بیماری فشار خون هستند، با این حال بحران‌های فشار خون بالا در قفقازی‌ها شیوع بیشتری دارد. اگرچه فشار خون شدید در افراد مسن شایع تر است، اما ممکن است، احتمالاً به دلیل اختلال متابولیک یا هورمونی در کودکان (هر چند بسیار نادر) رخ دهد. در سال ۲۰۱۴، یک بررسی سیستماتیک نشان داد که خطر ابتلا به بحران فشار خون در زنان کمی بیشتر از مردان است.
با استفاده از داروهای ضد فشار خون، میزان اورژانس‌های فشار خون بالا از ۷٪ به ۱٪ بیماران مبتلا به فوریت‌های فشار خون کاهش یافته است.
۱۶ درصد از بیمارانی که با فشار خون اورژانسی مراجعه می‌کنند، ممکن است هیچ سابقه شناخته شدهای از فشار خون بالا نداشته باشند.